# Sometent
Sometent (カタルーニャ語so metent、スペイン語とフランス語Somatén) は、アンドラの民兵組織。
同部隊は12人の儀仗兵以外は予備役となっており、有事や災害時に招集される。

## 歴史
Sometentの前身はサグラメンタルと呼ばれる13世紀以降に活動していた中世の自衛組織とされる。1714年のスペイン継承戦争ではハプスブルク帝国側で戦ったがスペイン帝国に敗北しフェリペ5世により解散させられる。しかし1794年にはルイス・フィルミン・デ・カルバハルにより再度組織された。第六次対仏大同盟ではフランス軍と戦っている。
20世紀序盤にはプリモ・デ・リベラによる独裁政治に協力したが独裁政治終了後の1931年にスペイン第二共和国により再度解散させられる。
1945年、フランシスコ・フランコに対しての抵抗運動を鎮圧するため再度組織された。
1978年、スペイン上院によって解散された。
スペインでの解散命令後もアンドラ内では同部隊が維持された。1982年にはアンドラ国内で洪水が発生したため活動している。

## 現在
同部隊は先述のスペイン上院の解散命令の関係でアンドラ国内でのみ活動できる。
一般の予備役は有事や災害時に招集されるが、2024年2月時点では国防はフランス及びスペインに委託している。また国境警備や治安維持は警察隊が担当している。
儀仗兵は現役で栄誉礼等の儀式を担当し12人が所属する。

## References